# Marsabit
Marsabit – miasto w Kenii, stolica hrabstwa Marsabit. W 2019 liczyło 36,3 tys. mieszkańców. Miasto sąsiaduje z Parkiem Narodowym Marsabit. 